# فیلیپ استرف
فیلیپ استرف (به فرانسوی: Philippe Streiff) (زاده ۲۶ ژوئن ۱۹۵۵) قهرمان مسابقات فرمول یک از کشور فرانسه‌است. او در مسابقات بزرگ فرمول یک در سال ۱۹۸۴ شرکت کرد و با ۱۱ امتیاز قهرمان مسابقات شد.
او در سال ۱۹۸۹ در مسابقات فرمول یک برزیل در اثر تصادف قطع نخاع شده و ۳ سال در بیمارستان تحت مراقبت‌های ویژه قرار داشته و پس از آن در حالی که به صورت نیمه فلج در آماده از بیمارستان مرخص شد.
فیلیپ استرف در حل حاضر برای بچه‌ها در پاریس مسابقات کارتینگ را سازمان می‌دهد.